# Mega Man Legacy Collection
Mega Man Legacy Collection conocido en Japón como Rockman Classics Collection (ロックマン クラシックス コレクション Rokku Man Kurashikkusu Korekushon?, lit. Colección Clásicas de Mega Man) es un juego recopilatorio de la Saga Clásica de Mega Man, que contiene los 6 primeros juegos lanzados para Nintendo Entertainment System, con gráficos de alta definición y contenido adicional. Fue lanzado en formato digital por Capcom USA y Digital Eclipse el 25 de agosto del 2015 para PlayStation 4, Xbox One, y Steam, mientras que la versión digital y física para Nintendo 3DS fue lanzada el 23 de febrero de 2016 (al igual que las versiones físicas para Playstation 4 y Xbox One). 
La versión física para Nintendo 3DS también tiene una Edición Limitada llamada "Edición Coleccionista" (llamada "Edición limitada" en Japón). En la versión norteamericana contiene un amiibo dorado de Mega Man y seis tarjetas postales de los seis juegos de NES (estas tarjetas son de las portadas promocionales), mientras que la versión japonesa contiene una funda para la Nintendo 3DS forrado con los Wily Numbers de los seis primeros títulos de NES, un cuaderno de rockman con algunas páginas escritas sobre las investigaciones de Dr. Light e ideas que tuvo en su futuro que nunca se dieron a luz al público (todo exclusivamente en este cuaderno), 5 etiquetas adhesivas en 8-bits, una gran caja y dos códigos de descarga de temas (estilos visuales, fondos de pantalla, etc.) para la Nintendo 3DS.
Cabe destacar que en la versión de la Nintendo Switch se ha agregado una funcionalidad llamada "rewind", del cual permite retroceder el juego a un punto anterior al estilo de un emulador, quitando un poco lo frustrante que puede ser para el jugador.
- Datos: Q24866529